# Zealandia (Saskatchewan)
Zealandia es un pueblo canadiense situado en la provincia de Saskatchewan.

## Superficie
Zealandia tiene una superficie de 1,29 km².

## Demografía
En 2021, tenía 75 habitantes, una densidad poblacional de 58,1 hab./km², y 49 viviendas.